# Young Jump
Weekly Young Jump (週刊ヤングジャンプ, Shūkan Yangu Janpu), criada em 1979, é uma revista semanal japonesa da Shueisha que publica os mais variados mangás para o público alvo masculino adulto (seinen). Os capítulos das séries publicadas na revista são reunidos em volumes de tankōbon e publicados a cada quatro meses sobre o título "Young Jump Comics". A revista tem como seu público alvo jovens adultos do sexo masculino, com histórias que consistem geralmente de grandes níveis de violência, conteúdo erótico e apostas.
A Young Jump possui duas edições especiais, chamadas de Miracle Jump(tiragem mensal) e Aoharu(tiragem irregular). Também possui revistas irmãs chamadas de Ultra Jump e Grand Jump.

## Séries atuais
| Título da série                                     | Autor                        | Início           |
| --------------------------------------------------- | ---------------------------- | ---------------- |
| Libidors (リビドーズ)                               | Kasahara Masaki              | Outubro de 2018  |
| Alma (アルマ)                                       | Shinji Mitsuto               | Outubro de 2019  |
| Bungo (BUNGO)                                       | Ninomiya Yuuji               | Dezembro de 2014 |
| Ginga Eiyuu Densetsu (銀河英雄伝説)                 | Tanaka Yoshiki               | Outubro de 2015  |
| Golden Kamuy (ゴールデンカムイ)                     | Noda Satoru                  | Agosto de 2014   |
| Gunjou Senki (群青戦記)                             | Kasahara Masaki              | Agosto de 2013   |
| Himouto! Umaru-chan (干物妹!うまるちゃん)           | SankakuHead                  | Março de 2013    |
| Oshi no Ko (【推しの子】)                           | Aka Akasaka e Mengo Yokoyari | Abril de 2020    |
| Keppeki Danshi! Aoyama-kun (潔癖男子! 青山くん)     | Sakamoto Taku                | Maio de 2014     |
| Kimi wa Midara na Boku no Joou (君は淫らな僕の女王) | Okamoto Lynn                 | Agosto de 2012   |
| Kingdom (キングダム)                                | Hara Yasuhisa                | Janeiro de 2006  |
| Mazin Saga (マジンサーガ)                           | Nagai Go                     | Janeiro de 1990  |
| Minamoto-kun Monogatari (源君物語)                  | Inaba Minori                 | Setembro de 2011 |
| Monster Girl (妖怪少女 －モンスガ－)                | Funatsu Kazuki               | Março de 2014    |
| Pretty Max (プリマックス)                           | Shibata Yokusaru             | Abril de 2015    |
| Radio Heads (ラジオヘッズ)                          | Mukoura Hirokazu             | 2011             |
| Real (リアル)                                       | Inoue Takehiko               | 1999             |
| Rikudou (リクドウ)                                  | Matsubara Toshimitsu         | Abril de 2014    |
| Sekiei Ayakashi Mangatan (石影妖漫画譚)             | Kawai Takanori               | Agosto de 2010   |
| Terra Formars (テラフォーマーズ)                    | Sasuga Yu                    | Janeiro de 2011  |
| Uratarou (うらたろう)                               | Nakayama Atsushi             | Julho de 2016    |
| Usogui (嘘喰い)                                     | Sako Toshio                  | Maio de 2006     |
| Yuizaki-san wa Nageru! (結崎さんはなげる！)         | Kagami Yuuma                 | Julho de 2016    |
| Snack Basue (スナックバス江)                        | Forbidden Shibukawa          | Julho de 2017    |
| Stand UP Start (スタンドUPスタート)                 | Shu Fukuda                   | Junho de 2020    |

## Séries finalizadas
- 81 Diver
- Addicted to Curry
- All You Need Is Kill
- Arcana
- Azumi Mamma Mia
- B Gata H Kei
- Bakamono no Subete
- Blue Heaven
- Captain Tsubasa Road to 2002
- Captain Tsubasa: Golden-23
- Captain Tsubasa: Kaigai Gekito Hen in Calcio
- Captain Tsubasa: Kaigai Gekito Hen En La Liga
- Colorful
- Cyclops Shōjo Saipūū
- Demon Fighter Kocho
- Destroy and Revolution
- Elfen Lied
- Gantz
- Girl Friend
- Gokukoku no Brynhildr
- Hamatora
- Hanappe Bazooka
- Hen
- Hibi Rock
- Hotman
- Innocent
- Inubaka: Crazy for Dogs
- Jiya
- Kamen Teacher
- Kamen Teacher Black
- Kappa no Kaikata
- Kirara
- Kokou no Hito
- Kōkō Tekken-den Tafu
- Liar Game
- Mad Bull 34
- MazinSaga
- Me~teru no Kimochi
- Minna Agechau
- My Dear Marie
- Neko Janai mon!
- Nozomi Witches
- Oku-sama wa Joshi Kōsei
- Osu!! Karate Bu
- Papa no Iukoto o Kikinasai!〜Rojō Kansatsu Kenkyū Nisshi〜
- Rozen Maiden
- Salaryman Kintaro
- Samurai Gun
- Skyhigh
- Skyhigh Karma
- Skyhigh shinjō
- Spirit Warrior
- Spirit Warrior: Taimaseiden
- Spirit Warrior: Magarigamiki
- Tokyo Ghoul
- Tokyo Ghoul:re
- Tough
- Yokokuhan -The Copycat-
- Zetman

## Edições especiais

### Miracle Jump
Miracle Jump (ミラクルジャンプ, Milakulu Janpu) é uma edição spin-off da Young Jump, lançada em janeiro de 2013. Ela contém one-shots, histórias extras das séries da Young Jump e séries originais da Miracle Jump. Inicialmente a revista era publicada bimestralmente, temporariamente teve sua circulação interrompida a partir do dia 25 de junho de 2013 , retornando no dia 15 de abril de 2014 com publicações mensais.

#### Algumas séries atuais na Miracle Jump
| Título da série                                                      | Autor                | Início            |
| -------------------------------------------------------------------- | -------------------- | ----------------- |
| Gantz:G (GANTZ：G)                                                   | Oku Hiroya           | Novembro de 2015  |
| Haiyore! Nyaruko-san (這いよれ! ニャル子さん)                        | Aisora Manta         | Maio de 2011      |
| Himouto! Umaru-chan SS (ひもうと!うまるちゃんSS)                     | Sankaku Head, Hijiki | Fevereiro de 2016 |
| Musume no Iede (娘の家出)                                            | Shimura Takako       | Janeiro de 2012   |
| Nani Shitenno Kamisama (何してんの神様)                              | Shitara Masako       | Agosto de 2014    |
| Ningyo-tachi no Hanakago (人魚達の花籠)                              | Takabatake Enaga     | Dezembro de 2012  |
| Ooki-sensei to Kosame-san (大木先生と小鮫さん)                       | Furukawa Shiori      | Abril de 2014     |
| Retort Pouch! (レトルトパウチ!)                                      | Yokoyari Mengo       | Abril de 2014     |
| Tane mo Shikake mo Nai Love Story (タネも仕掛けもないラブストーリー) | Itou Masaomi         | Agosto de 2015    |
| Uza Nee!! (ウザ姉!!)                                                 | Serebi Ryousangata   | Abril de 2015     |